# Triodontella alternata
Triodontella alternata är en skalbaggsart som beskrevs av Gilbert John Arrow 1925. Triodontella alternata ingår i släktet Triodontella och familjen Melolonthidae. Inga underarter finns listade i Catalogue of Life.